# Kuckucksspucke

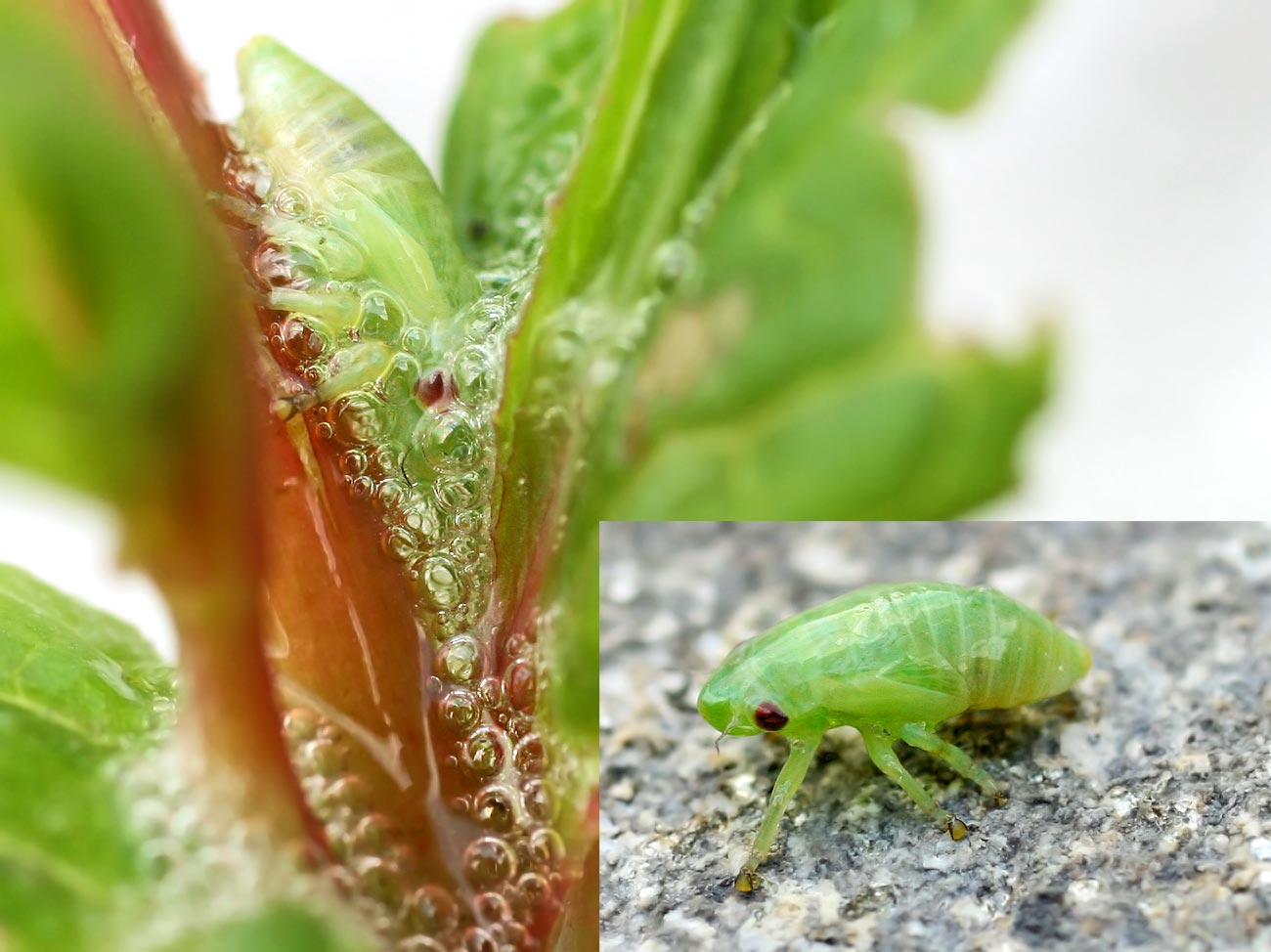
Larven der Wiesenschaumzikade (Philaenus spumarius)

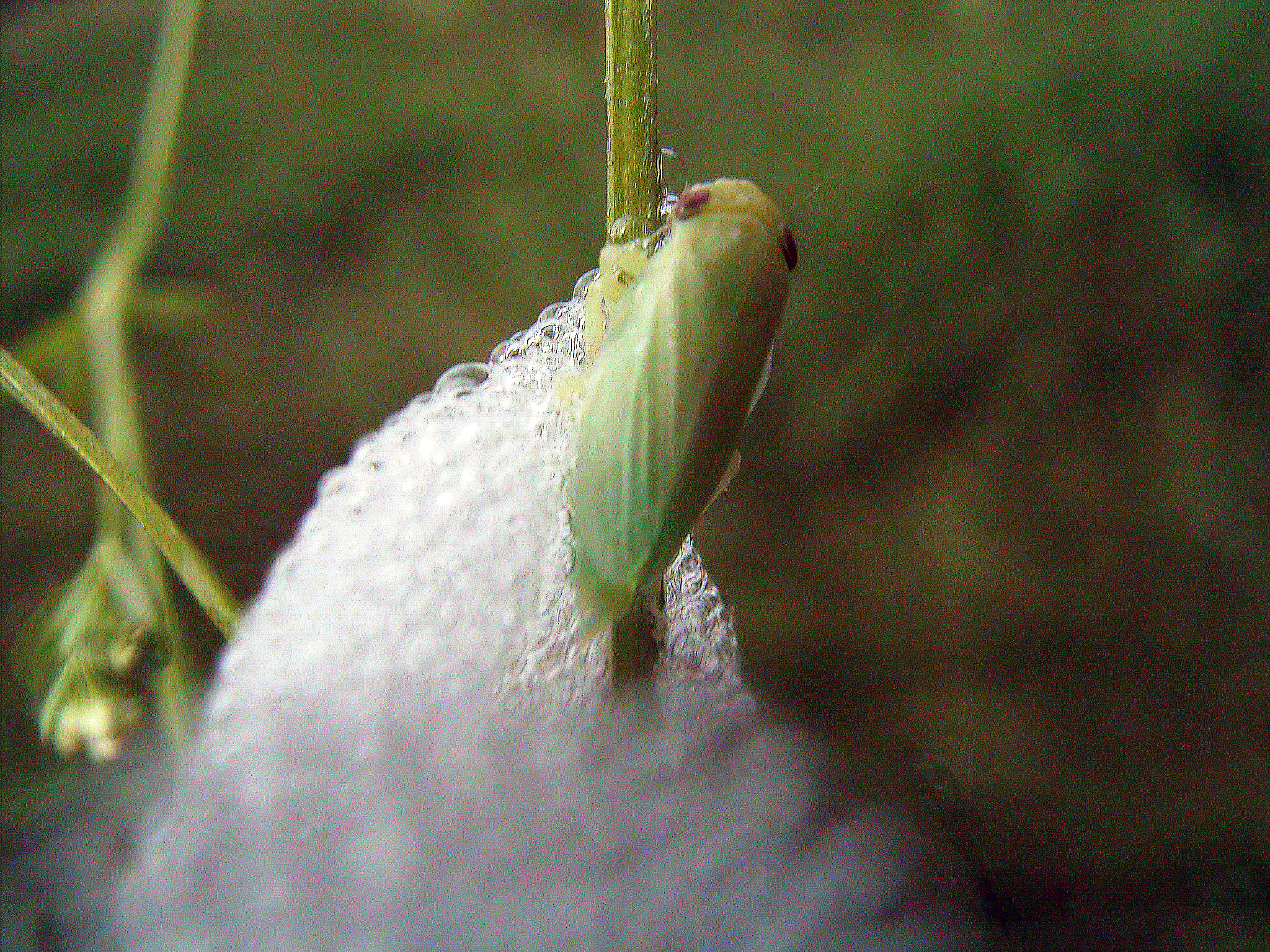
Wiesenschaumzikade (Philaenus spumarius) verlässt nach der letzten Häutung ihr Schaumnest, um zu trocknen und davonzufliegen.

Die Kuckucksspucke oder Kuckucksspeichel, regional auch als Hexenspucke bezeichnet, ist eine landläufige Bezeichnung für die Schaumnester der Schaumzikaden, in denen ihre Larven leben. Die an Spucke erinnernden Gebilde finden sich an Stängeln und Blättern krautiger Pflanzen oder Gehölze. Bekanntestes Beispiel sind die Schaumnester der Wiesenschaumzikade (Philaenus spumarius), die im Frühling auf Wiesen häufig am Wiesen-Schaumkraut (Cardamine pratensis) zu beobachten sind und der Pflanze ihren Namen eingetragen haben.

## Aufbau
Die Larven besitzen am Bauch eine Atemhöhle, die wahrscheinlich im Verlauf der Evolution aus Einfaltungen der Hinterleibsringe entstanden ist. In der Atemhöhle befinden sich die Atemöffnungen (Stigmata), die Einmündungsstellen der Tracheen an der Körperoberfläche. Die Tracheen bilden ein System aus Atemröhrchen, das den ganzen Körper eines Insekts durchzieht und das funktionale Äquivalent zur Lunge bei Wirbeltieren darstellt. Durch rhythmisches Einpumpen von Luftbläschen aus der Atemhöhle in eine eiweißhaltige Flüssigkeit, welche die Larven aus dem After abscheiden, wird der Schaum erzeugt. Dieser Vorgang hält bis zum Verlassen des Exkrets durch die Imago an. Die Konsistenz des Schaumes kann nur deshalb aufrechterhalten werden, da die Tiere aus speziellen Exkretionsorganen im Darm (Malpighische Gefäße) Schleimstoffe (Glykosaminoglykane, früher Mucopolysaccharide) und Eiweiße ausscheiden. Der Schaum schützt die darin sitzende Larve auch vor Feinden, erhält aber in erster Linie die für die Weiterentwicklung nötige Feuchtigkeit und Temperatur. Untersuchungen haben gezeigt, dass der Schaum der Wiesenschaumzikade (Philaenus spumarius) und der Braunen Weidenschaumzikade (Aphrophora salicina) zu 99,30 % bzw. 99,75 % aus Wasser besteht.
Manchmal treten die durch die Larven der Bunten und der Braunen Weidenschaumzikade (Aphrophora pectoralis, A. salicina) erzeugten Schaumflocken in Weiden (Salix) so groß und zahlreich auf, dass Flüssigkeit aus ihnen heraustropft und es aus dem Baum gewissermaßen regnet. Landläufig spricht man dann von „tränenden Weiden“.
Der wasserhaltige Schaum bietet auch den Lebensraum für mikroskopisch kleine Lebewesen, z. B. Wimpertierchen, und ist damit ein Beispiel für ein Zootelma.

## Mythologie
Der Volksglaube und Legenden meinten, dass sich die Zikaden auch unter den Flügeln des Kuckucks niederlassen würden, um ihn mit ihrem Speichel zu Tode zu quälen. Dies wäre die Strafe dafür, dass der Vogel seine Ziehgeschwister aus dem Nest geworfen und getötet hatte.

## Quellen und weiterführende Informationen

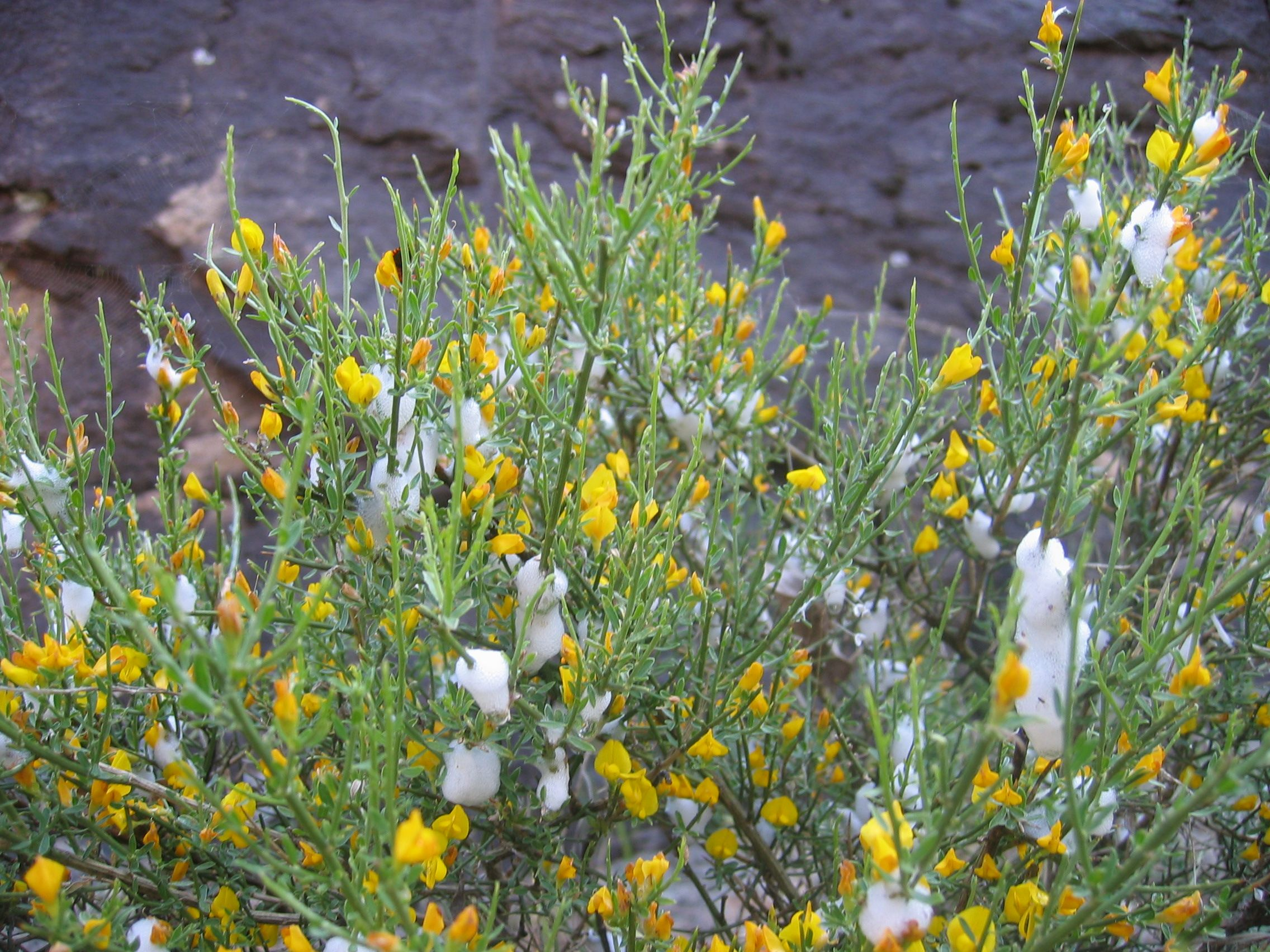
Schaumnester an Ginster (Genista).